# 二匹目のどじょう
『二匹目のどじょう』（にひきめのどじょう）とは日本テレビで2010年4月11日から6月27日まで、毎週日曜日（土曜日深夜）の1:50 - 2:20（JST）に放送されていた深夜のバラエティ番組である。

## 内容
スナック兼芸能事務所“ゆで☆タマゴ”の社長である板東英二が、スカウトマンであるAAAに「日本中の素人の中から二番煎じのタレントを発掘、育成する」ことを提案する。

## レギュラー出演者

### オーナー
- 板東英二

### 所属タレント
- AAA（西島隆弘・宇野実彩子・浦田直也・日高光啓・伊藤千晃・與真司郎・末吉秀太）

## DVD
| 枚数 | 発売日        | タイトル                  |
| ---- | ------------- | ------------------------- |
| 1    | 2010年6月23日 | 二匹目のどじょう -第一巻- |
| 2    | 2010年7月14日 | 二匹目のどじょう -第二巻- |
| 3    | 2010年8月4日  | 二匹目のどじょう -第三巻- |

## 国際放送
| 国       | チャンネル            | イベント名            | 放送期間                    |
| -------- | --------------------- | --------------------- | --------------------------- |
| 韓国     | KBS 2TV               | 두 마리 째의 미꾸라지 | 2019年8月9日                |
| タイ王国 | Channel 3             | สนขตวที่สอง             | 2019年9月22日               |
| 中華民国 | 東森綜合台 東森超視台 | 第二隻狗              | 2019年9月28日 2019年11月1日 |
| 中国     | 上海電視台            | 第二只狗              | 2019年10月7日               |

## スタッフ
- ナレーション：橋詰知久
- 構成：一色秋三郎、塩野智章、福岡孝哲、さだ
- CAM：江藤恭真
- VE：日髙朋弘
- EED：本間満久
- MA：松尾隆裕
- 音効：高島慎太郎
- TK：井崎綾子
- 技術協力：ジェイ・クルー、e-naスタジオ
- リサーチ：野村直子
- タイトル：安居院一展
- スタイリスト：松村純子
- ヘアーメイク：江夏哲也
- 編成：戸田一也、大山恭平
- AP：問山幸子
- AD：鈴木健士
- ディレクター：名嘉鎮士、但木洋光
- 演出：田中竜登
- プロデューサー：大友有一、小林将高、柳岡秀一、白取輝知
- チーフプロデューサー：竹内尊実
- 企画制作：日本テレビ
- 製作著作：D.N.ドリームパートナーズ

## ネット局
- 日本テレビ 毎週日曜 1:50 - 2:20（土曜深夜）
- 読売テレビ 隔週土曜 2:28 - 3:28（隔週金曜深夜、2回分まとめて放送）5月29日 -